# Arati Prabhakar
Arati Prabhakar (née le 2 février 1959) est une ingénieure américaine et directrice du Bureau de la politique scientifique et technologique de la Maison Blanche (OSTP) du  3 octobre 2022 et jusqu’au 20 janvier  2025,. Elle est également conseillère scientifique en chef du président Joe Biden. Elle est l'ancienne directrice de la DARPA, poste qu'elle occupe du 30 juillet 2012 au 20 janvier 2017. Elle est fondatrice et PDG d'Actuate, une organisation à but non lucratif.
Elle a dirigé le National Institute of Standards and Technology (NIST) de 1993 à 1997, la première femme à diriger le NIST,,.

## Jeunesse et éducation
La famille de Prabhakar émigré aux États-Unis depuis New Delhi, en Inde, quand elle a trois ans, sa mère passant un diplôme supérieur en travail social à Chicago. Prabhakar grandit à Lubbock, au Texas, dès l'âge de dix ans,. Sa mère l'encourage à poursuivre un doctorat dès son plus jeune âge.
Elle est titulaire d'un baccalauréat ès sciences en génie électrique de 1979 de l'université Texas Tech à Lubbock, au Texas. Elle obtient une maîtrise ès sciences en génie électrique en 1980 et un doctorat en physique appliquée en 1984, tous deux du California Institute of Technology,,. Elle est la première femme à obtenir un doctorat en physique appliquée de Caltech.

## Carrière
Après avoir obtenu son doctorat, elle va à Washington, DC sur une bourse du Congrès de 1984 à 1986 avec l'Office of Technology Assessment. Prabhakar travaille ensuite à la DARPA de 1986 à 1993, d'abord en tant que responsable de programme, mais plus tard en tant que directeur fondateur du Microelectronics Technology Office de la DARPA.
À l'âge de 34 ans, Prabhakar est nommée à la tête du National Institute of Standards and Technology (NIST), poste qu'elle occupe de 1993 à 1997,. Après le NIST, elle est directrice de la technologie et vice-présidente senior de Raychem de 1997 à 1998,. Elle est ensuite vice-présidente puis présidente d'Interval Research de 1998 à 2000,.
Elle rejoint la société de capital-risque US Venture Partners de 2001 à 2011, se concentrant sur l'investissement dans les startups des technologies vertes et des technologies de l'information. Le 30 juillet 2012, elle prend la tête de la DARPA, en remplacement de Regina E. Dugan (en).
Prabhakar est Fellow au Center for Advanced Study in the Behavioral Sciences (CASBS) à Stanford 2017-2018. En 2019, elle créé Actuate, une association à but non lucratif pour ouvrir l'innovation aux défis de la société.

## Récompenses et prix
Prabhakar est membre de l'Institut des ingénieurs électriciens et électroniciens et est nommée IEEE Fellow en 1997,. Elle est membre de l'Académie nationale d'ingénierie des États-Unis. Elle est également nommée ingénieur émérite de Texas Tech et ancienne élève émérite du California Institute of Technology.
Elle est membre du conseil d'administration du Pew Research Center et membre du Science Technology and Economic Policy Board des National Academies des États-Unis. Elle est membre du conseil d'administration de SRI International en 2012 et est également membre du Conseil de politique scientifique et économique des Académies nationales des sciences, d'ingénierie et de médecine et du Conseil consultatif du Collège d'ingénierie de l'université de Californie à Berkeley.